# Top 40-lijst van week 7, 1965
Deze hits stonden in 1965 in week 7 in de Nederlandse Top 40

## Top 40 week 7, 1965
| Rang | Land                     | Artiest                                                                           | Titel                                  | Rang vorige week | Aantal weken in de Top 40 | Hoogste positie | Aantal punten |
| ---- | ------------------------ | --------------------------------------------------------------------------------- | -------------------------------------- | ---------------- | ------------------------- | --------------- | ------------- |
| 1    | Canada                   | Lucille Starr                                                                     | The French Song                        | 1                | 7                         | 1               | 275           |
| 2    | Verenigde Staten         | Chubby Checker                                                                    | Lovely, Lovely (Loverly, Loverly)      | 3                | 5                         | 2               | 161           |
| 3    | Nederland Zweden Finland | Dutch Swing College Band / Gudrun Jankis / Stig Rauno / Jan Rodhe & The Wild Ones | Let kiss / Letkis / Letkis jenka       | 8                | 5                         | 3               | 114           |
| 4    | Verenigd Koninkrijk      | The Beatles                                                                       | I Feel Fine                            | 2                | 7                         | 1               | 276           |
| 5    | Verenigd Koninkrijk      | Petula Clark                                                                      | Downtown                               | 4                | 7                         | 3               | 228           |
| 6    | Italië                   | Adamo                                                                             | Les Filles Du Bord De Mer              | 7                | 5                         | 6               | 129           |
| 7    | Verenigd Koninkrijk      | Cliff Richard                                                                     | I Could Easily Fall (In Love With You) | 5                | 7                         | 4               | 240           |
| 8    | Nederland                | Gert Timmerman                                                                    | De Schommelstoel                       | 12               | 3                         | 8               | 66            |
| 9    | Verenigd Koninkrijk      | The Rolling Stones                                                                | Little Red Rooster                     | 6                | 7                         | 4               | 230           |
| 10   | Italië                   | Adamo                                                                             | Dolce Paola                            | 9                | 7                         | 4               | 229           |
| 11   | Verenigd Koninkrijk      | Julie Rogers                                                                      | The Wedding                            | 11               | 7                         | 9               | 215           |
| 12   | Nederland                | Wim Sonneveld                                                                     | Frater Venantius                       | 13               | 5                         | 12              | 109           |
| 13   | Verenigde Staten         | Trini Lopez                                                                       | Adalita                                | 10               | 7                         | 9               | 162           |
| 14   | Canada                   | Lucille Starr                                                                     | Crazy Arms/Colinda                     | 17               | 5                         | 14              | 93            |
| 15   | Nederland                | Willeke Alberti                                                                   | Mijn Dagboek                           | 16               | 7                         | 4               | 224           |
| 16   | Verenigde Staten         | Jay and the Americans                                                             | Come A Little Bit Closer               | 14               | 7                         | 13              | 165           |
| 17   | Verenigd Koninkrijk      | Sounds Orchestral                                                                 | Cast your fate to the wind             | 32               | 2                         | 17              | 33            |
| 18   | Italië / België          | Rocco Granata                                                                     | Noordzeestrand                         | 19               | 6                         | 18              | 119           |
| 19   | Verenigde Staten         | Roy Orbison                                                                       | Pretty Woman                           | 15               | 7                         | 3               | 221           |
| 20   | Duitsland                | Ronny                                                                             | Kenn Ein Land/Kleine Annabell          | 22               | 7                         | 18              | 129           |
| 21   | Griekenland              | Trio Hellenique                                                                   | Ni Nanai                               | 20               | 6                         | 17              | 113           |
| 22   | Verenigd Koninkrijk      | The Rolling Stones                                                                | Tell Me                                | 21               | 7                         | 11              | 169           |
| 23   | Verenigde Staten         | The Supremes                                                                      | Baby Love                              | 18               | 7                         | 8               | 193           |
| 24   | Verenigd Koninkrijk      | Georgie Fame and the Blue Flames                                                  | Yeh Yeh                                | 27               | 4                         | 24              | 49            |
| 25   | Verenigd Koninkrijk      | The Rolling Stones                                                                | Time Is On My Side                     | 24               | 7                         | 10              | 147           |
| 26   | Verenigd Koninkrijk      | The Searchers                                                                     | What Have They Done to the Rain        | 39               | 4                         | 26              | 26            |
| 27   | Nederland                | Helma & Selma                                                                     | Bergen van Tirol                       | 28               | 3                         | 27              | 36            |
| 28   | Verenigd Koninkrijk      | The Kinks                                                                         | All Day And All Of The Night           | 30               | 7                         | 17              | 113           |
| 29   | Verenigde Staten         | The Drifters                                                                      | Saturday Night at the Movies           | 31               | 6                         | 24              | 63            |
| 30   | Duitsland                | Geschwister Jacob                                                                 | Träume der Liebe                       | -                | 2                         | 24              | 28            |
| 31   | België Italië Oostenrijk | Bambis / Rocco Granata / Peppino di Capri                                         | Melancholie                            | -                | 1                         | 31              | 10            |
| 32   | Nederland                | Gert en Hermien Timmerman                                                         | In Der Mondhellen Nacht                | 23               | 7                         | 7               | 156           |
| 33   | Nederland                | Ronnie Tober                                                                      | Iedere avond                           | -                | 1                         | 33              | 8             |
| 34   | Verenigde Staten         | Trini Lopez                                                                       | Lemon Tree                             | 40               | 2                         | 34              | 8             |
| 35   | Nederland                | Imca Marina                                                                       | Harlekino                              | 25               | 7                         | 5               | 181           |
| 36   | Duitsland                | Drafi Deutscher                                                                   | Cinderella baby                        | -                | 1                         | 36              | 5             |
| 37   | Verenigde Staten         | The Supremes                                                                      | Come See About Me                      | 36               | 7                         | 17              | 88            |
| 38   | Duitsland                | Bernd Spier                                                                       | Das war mein schönster Tanz            | -                | 1                         | 38              | 3             |
| 39   | Zweden                   | Siw Malmkvist                                                                     | Küsse nie nach Mitternacht             | -                | 1                         | 39              | 2             |
| 40   | Nederland                | Johnny & Mary                                                                     | De voddenraper van Parijs              | -                | 1                         | 40              | 1             |

## Nummers die vorige week wel in de lijst stonden, maar deze week niet meer
Deze week zijn er 7 nummers uit de lijst gegaan.
| Aantal weken volgehouden | Aantal punten | Hoogste positie | Rang vorige week | Land                | Artiest              | Titel                           |
| ------------------------ | ------------- | --------------- | ---------------- | ------------------- | -------------------- | ------------------------------- |
| 4                        | 18            | 33              | 35               | Verenigde Staten    | Brenda Lee           | Ich Will Immer Auf Dich Warten  |
| 4                        | 71            | 18              | 26               | Verenigd Koninkrijk | The Shadows          | Genie with the Light Brown Lamp |
| 5                        | 89            | 22              | 29               | Verenigde Staten    | Gene Pitney          | I'm Gonna Be Strong             |
| 2                        | 10            | 33              | 33               | Verenigde Staten    | P.J. Proby           | Somewhere                       |
| 6                        | 70            | 30              | 34               | Nederland           | ZZ en de Maskers     | Ik Heb Genoeg Van Jou           |
| 6                        | 45            | 25              | 37               | Brazilië            | Los Indios Tabajaras | Maria Elena                     |
| 6                        | 50            | 20              | 38               | Canada              | Lorne Greene         | Ringo                           |